# Stenderup
Stenderup es una localidad situada en el municipio de Billund, en la región de Dinamarca Meridional (Dinamarca), con una población estimada a principios de 2018 de unos 654 habitantes.
Se encuentra ubicada en el centro de la península de Jutlandia.